# Boxford, Massachusetts

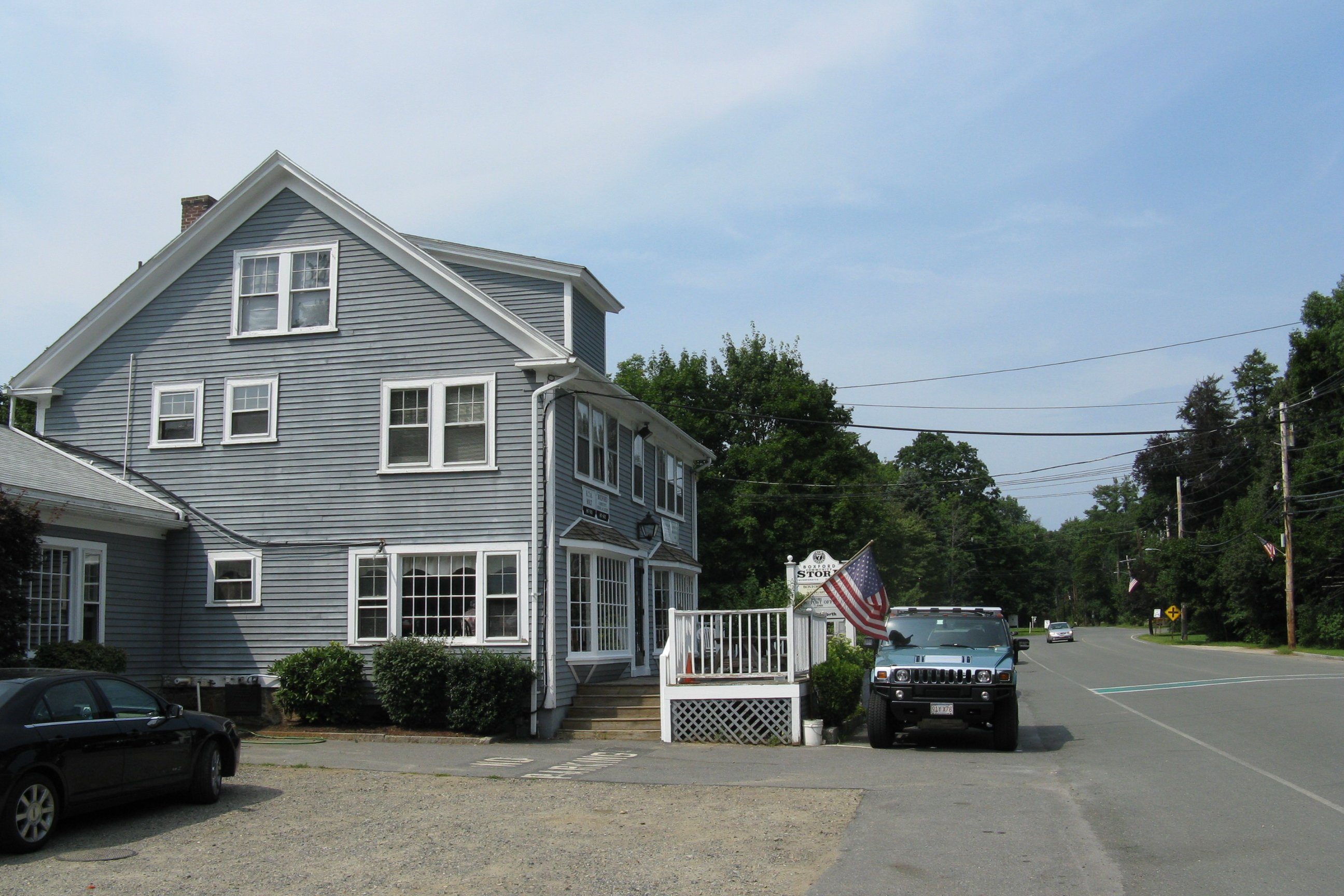

Boxford är en kommun (town) i Essex County i delstaten  Massachusetts, USA. Vid folkräkningen år 2000 bodde 7 921  personer på orten. Den har enligt United States Census Bureau en area på totalt 63,6 km² varav 1,5 km² är vatten.